# Vicente Morera
Vicente Morera Amigó, né le 24 janvier 1919 à Silla (province de Valence, Espagne) et mort le 28 juin 1982 à Valence, est un footballeur espagnol des années 1940 et 1950 qui jouait au poste de milieu de terrain. Il s'est ensuite reconverti en entraîneur.

## Biographie
En 1939, il quitte le club de Silla pour rejoindre l'équipe amateur du Séville FC.
En 1940, il rejoint le Betis Séville. Puis en 1941, il est recruté par le Xerez CD.
En 1942, il rejoint le Grenade CF. Puis en 1943, il est recruté par le Real Murcie, où il reste jusqu'en 1945.
En 1945, il est recruté par le FC Barcelone où il ne reste qu'une saison. Avec le Barça, il joue trois matches de championnat espagnol. Il débute en match officiel le 7 octobre 1945 face à Alcoyano lors de la 3e journée du championnat (victoire 2 à 0). Il joue aussi 26 matches non officiels.
En 1946, il rejoint le Valence CF, où il reste jusqu'en 1948. Avec Valence, il remporte le championnat d'Espagne en 1947.
En 1950, il rejoint le club de Levante UD, puis il retourne au Grenade CF en 1951. En 1952, il revient à Levante UD, où il met un terme à sa carrière de joueur en 1955.
Le bilan de Vicente Morera dans les championnats professionnels espagnols (première et deuxième division) s'élève à 132 matchs joués, pour 69 buts marqués. Il réalise sa meilleure performance lors de la saison 1944-1945, où il inscrit 13 buts en première division.
Après sa carrière de joueur, il entraîne plusieurs clubs de la région de Valence.

## Palmarès
Avec le Valence CF :
- Champion d'Espagne en 1947